# サンティアゴ・ブエノ
サンティアゴ・イグナシオ・ブエノ・スキウット（Santiago Ignacio Bueno Sciutto, 1998年11月9日 - ）は、ウルグアイ・モンテビデオ県モンテビデオ出身のプロサッカー選手。プレミアリーグ・ウルヴァーハンプトン・ワンダラーズFC所属。ウルグアイ代表。ポジションはDF。

## 来歴
2015年に15歳でCAペニャロールのトップチームに昇格。リーグ戦の出場こそなかったものの、ユース世代のウルグアイ代表では中心選手として活躍し、「ディエゴ・ゴディンの後継者」として注目を集める。
2017年1月31日、FCバルセロナへの移籍が決まり、傘下のFCバルセロナBに配属されることが発表。新天地での飛躍に燃えていたブエノだったが。2017-18シーズンに2試合ベンチ入りしたのにとどまり、2018年1月25日にジローナFCへのローン移籍が決まり、傘下のCFペララーダに配属された。同シーズンは12試合に出場。8月にローン契約が延長され、2018-19シーズンはテルセーラ・ディビシオンで29試合に出場。2019-20シーズンにジローナへの完全移籍が決まり、トップチームに昇格した。
2023年8月31日、ウルヴァーハンプトン・ワンダラーズFCに移籍した。契約期間は5年間。

## 代表経歴
2015年にU-17のウルグアイ代表として南米U-17選手権に出場。2017年には南米ユース選手権にU-20代表として出場し、優勝を経験。2017 FIFA U-20ワールドカップでは4位入賞。当時のバルサBからは白昇浩、李昇祐に加え、元ラ・マシアの久保建英も出場したことが話題となった。2020年は2020年東京オリンピック出場を懸けたCONMEBOLプレオリンピック大会に、U-23代表として出場している。